# Tortura (ordinamento italiano)
La tortura, nell'ordinamento italiano, è un delitto previsto e punito dall'art. 613-bis del codice penale. La fattispecie è stata introdotta dalla legge 14 luglio 2017, n. 110, che ha altresì contemplato il delitto di istigazione del pubblico ufficiale a commettere tortura (art. 613-ter c.p.).
È stato introdotto dal Parlamento nel 2017 da parte dello schieramento politico PD e AP.

## Storia
In ambito internazionale, il divieto di porre in essere la tortura compare sin dal 1949 nella Convenzione di Ginevra a tutela dei prigionieri di guerra, nonché
nella Convenzione europea dei diritti dell'uomo - retificata dall'Italia mediante la legge n. 848 del 1955 - la Dichiarazione universale dei diritti dell'uomo, il Patto internazionale relativo ai diritti civili e politici siglato nel 1966 e ratificato per mezzo della legge numero 881 del 1977, la Carta dei diritti fondamentali dell'Unione europea stilata nel 2000, la convenzione di New York del 1984 predisposta dalle Nazioni Unite, ratificata dall'Italia con la legge n. 489/1988 e lo Statuto di Roma, ratificato per mezzo della legge numero 232/1999, che prevede anche la creazione della Corte penale internazionale. Vi è la necessita di sottolineare come la maggioranza di tali trattati non identifica la tortura con una chiara definizione, ma si limitino a proibirla.
Il trattato internazionale che specificatamente tratta della tortura è la convenzione di New York del 1984, che obbliga gli Stati a inserire nel proprio ordinamento giuridico il reato di tortura. Nella medesima convenzione viene fornito anche la definizione di tortura.
L'avvio dell'iter parlamentare volto alla promulgazione del reato di tortura ha avuto inizio nel maggio del 2014, attraverso un'indagine conoscitiva voluta dalla commissione giustizia della camera dei deputati. Durante questa indagine sono state sentite le relazioni di diversi soggetti istituzionali, tra cui: il capo della polizia Alessandro Pansa, i rappresentanti di varie sigle sindacali degli operatori delle forze dell'ordine, rappresentanti dell'avvocatura, l'associazione nazionale magistrati, magistrati, professori universitari di materie giuridiche e rappresentanti dell'associazionismo.
La necessità di contemplare la tortura come autonoma fattispecie di reato emerse definitivamente dopo la condanna dell'Italia da parte della Corte europea dei diritti dell'uomo che, in relazione ai fatti del G8 di Genova (nella specie, rispetto a quanto occorso all'interno della scuola Diaz e della caserma di Bolzaneto), evidenziò come tale vuoto normativo lasciasse ampi margini di impunità.

## Fattispecie delittuose
La fattispecie di tortura ricorre quando siano integrati tutti i seguenti elementi costitutivi:
- aver cagionato acute sofferenze fisiche, o un verificabile trauma psichico;
- con violenze o minacce gravi, o agendo con crudeltà;
- mediante più condotte, oppure ponendo in essere un trattamento inumano e degradante per la dignità della persona;
- nei confronti di una persona che
  - sia privata della libertà personale,
  - o sia affidata alla custodia, potestà, vigilanza, controllo, cura o assistenza di chi commette il fatto,
  - o si trovi in condizioni di minorata difesa.

Quanto al trattamento sanzionatorio, la pena prevista è la reclusione:
- da 4 a 10 anni;
- da 5 a 12 anni, se i fatti sono commessi da un pubblico ufficiale o da un incaricato di un pubblico servizio, con abuso dei poteri o in violazione dei doveri inerenti alla funzione o al servizio (salvo, per espressa previsione normativa, che le sofferenze risultino unicamente dall'esecuzione di legittime misure privative o limitative di diritti).

Se dal fatto deriva una lesione personale (lieve o grave), le pene sono aumentate di un terzo; se ne deriva una lesione personale gravissima, sono aumentate della metà; se ne deriva la morte, quale conseguenza non voluta, la pena è la reclusione di 30 anni.
Se il colpevole cagiona volontariamente la morte, si applica la pena dell'ergastolo. La stessa pena si applicava già prima dell'introduzione della nuova fattispecie di reato: si sarebbe infatti delineato un omicidio volontario (art. 575 c.p.), aggravato dall'aver agito con crudeltà verso le persone (art. 577, comma 1, n. 4), laddove richiama la circostanza aggravante di cui all'art. 61, n. 4). Tuttavia, l'aver riqualificato tale circostanza alla stregua di elemento costitutivo di un'autonoma fattispecie di reato ha l'effetto di precludere il giudizio di comparazione tra circostanze aggravanti e attenuanti: impedisce cioè che eventuali circostanze attenuanti (comprese le generiche) possano essere ritenute prevalenti o equivalenti rispetto alle aggravanti, determinando così la riduzione della pena di un terzo o l'applicazione della pena base di 21 anni di reclusione.

### Istigazione del pubblico ufficiale a commettere tortura
Il pubblico ufficiale (o l'incaricato di un pubblico servizio) che, nell'esercizio delle funzioni (o del servizio), istiga, in modo concretamente idoneo, altro pubblico ufficiale (o altro incaricato di un pubblico servizio) a commettere il delitto di tortura, è punito, se l'istigazione non è accolta, oppure se l'istigazione è accolta ma il delitto non è commesso, con la reclusione da 6 mesi a 3 anni.

## Giurisprudenza
La giurisprudenza della Corte suprema di cassazione ha rilevato come, ai fini della consumazione del reato, la locuzione "mediante più condotte" va riferita non solo ad una pluralità di episodi reiterati nel tempo, ma anche ad una pluralità di contegni violenti tenuti nel medesimo contesto cronologico. Inoltre, nella medesima sentenza, ha sancito che ai fini della ricorrenza delle "acute sofferenze fisiche", quale evento del delitto di tortura, non è necessario che la vittima abbia subito lesioni.

## Critiche
Il 16 giugno 2017, prima che venisse approvata la norma, il Commissario per i diritti umani del Consiglio d'Europa, Nils Muiznieks ha inviato delle osservazioni ai presidenti dei due rami del parlamento in cui manifestava alcuni dubbi sulla conformità della proposta di legge ai principi enunciati dalla giurisprudenza della Corte europea dei diritti dell'uomo e dei trattati internazionali.